# Balsamka szerokozarodnikowa
Balsamka szerokozarodnikowa (Balsamia platyspora Berk.) – gatunek grzybów należący do rodziny piestrzycowatych (Helvellaceae).

## Systematyka i nazewnictwo
Pozycja w klasyfikacji: Balsamia, Helvellaceae, Pezizales, Pezizomycetidae, Pezizomycetes, Pezizomycotina, Ascomycota, Fungi.
Po raz pierwszy opisał go w 1844 r. Miles Joseph Berkeley w ziemi w Anglii. Synonim: Balsamia vulgaris var. platyspora (Berk.) Quél. 1886.
Nazwa polska według A. Chmiel.

## Morfologia
Owocniki kuliste, mniej więcej wielkości nasion bobu, szorstkie, z drobnymi brodawkami. Powierzchnia o barwie od czerwonawo-brązowej do ciemnobrązowej. Gleba żółtawo-biała z komorami o średnicy około 1 mm. Zarodniki cytrynowate lub elipsoidalne, 19–22–28 × 12–13–16 μm.

## Występowanie i siedlisko
Znane jest występowanie balsamki szerokozarodnikowej tylko w niektórych krajach Europy i nielicznych miejscach w Ameryce Północnej i Azji. W Polsce jej stanowiska podała Maria Ławrynowicz w 1988 i 1990 r. Znajduje się na Czerwonej liście roślin i grzybów Polski. Ma status R– gatunek rzadki, który zapewne w najbliższej przyszłości przesunie się do gatunków wymierających, jeśli nadal będą działać czynniki zagrożenia.
Podziemny grzyb ektomykoryzowy.